# Liberina
Liberine es aislado de los granos de café, té, nueces de cola, guaraná, cacao, y la yerba mate.